# 13084 Virchow
13084 Virchow è un asteroide della fascia principale. Scoperto nel 1992, presenta un'orbita caratterizzata da un semiasse maggiore pari a 2,6239177 UA e da un'eccentricità di 0,0479326, inclinata di 5,82789° rispetto all'eclittica.